# 刘云辉
刘云辉（？—），香港中文大学工程学院机械与自动化工程学系教授，博士生导师，主要研究领域包括机器人控制、网络机器人、主动传感器网络、多指手以及机器人在医疗、娱乐、教学和环保等领域的应用。

## 生平
1985年获北京理工大学力学工程系工程学士学位，1989年获大阪大学基础工学部机械工程系硕士学位，1992年获东京大学工学部数理与信息工程系工学博士学位。1995年进入香港中文大学工作，创建网络传感与机器人实验室。他还是中国科学院沈阳自动化研究所、北京理工大学的兼职教授及国防科技大学“长江学者”计划特聘教授。
刘云辉教授的社会职务包括机器人和自动化领域国际权威杂志《IEEE机器人与自动化》编委、IEEE机器人与自动化学会院士和奖项提名委员会委员等。他曾担任2006 IEEE/RSJ智能机器人与系统国际会议主席、2008 IEEE信息和自动化国际会议主席和2009 IEEE机器人与仿生技术国际会议主席，并将出任2014 IEEE机器人与自动化国际会议主席。他在国际著名专业期刊和国际会议上发表学术论文200余篇，曾获得日本机器人学会1994年度和1998年度最优秀论文奖，第一届和第三届IEEE电子与信息技术会议最优秀论文奖等国际奖项。
刘教授还是日本机器人学会会员，在日留学和工作期间，他参加了三菱电机火力发电智能控制系统的开发、日本国家大型计划核电厂自动维修的研究和开发工作。2008年，由于在多指机械手抓取技术与视觉伺服控制系统方面的贡献，他当选为IEEE院士。基于此项研究成果的商用产品——网络握手系统得到世界上50多家媒体的广泛报道，并将于2010年年底上市，它将在网络聊天、远程医疗服务等方面广泛应用。